# Караджич, Вук Стефанович
Ву́к Стефа́нович Кара́джич или Вук Караджич (сербохорв. Vuk Stefanović Karadžić, серб. Вук Стефановић Караџић; 26 октября [6 ноября] 1787, Тршич, Османская империя — 26 января [7 февраля] 1864, Вена) — сербский лингвист и педагог.
Реформировал сербский литературный язык и стандартизировал сербскую кириллицу.
Положил в основу сербского правописания фонетический принцип
«как слышится, так и пишется» (серб. «пиши као што говориш, а читај као што је написано»).
Один из инициаторов и участник Венского литературного соглашения о единстве сербскохорватского языка.
Караджич также познакомил ученых и читающую публику с произведениями сербского народного творчества и с новейшей историей сербского народа и этим привлек симпатии всей Европы к сербам.

## Биография

### Детство и юность
Родился в крестьянской семье Стефана и Егды (в девичестве Зрнич) Караджич, приехавших из Черногории, — в деревне Тршич, около Лозницы, в Сербии (в то время — Османская империя). Мальчика назвали именем Вук (волк), чтобы злые силы и духи не вредили ему.
Он очень рано научился грамоте от своего родственника Евты Савича Чотрича, игравшего впоследствии довольно видную роль при освобождения Сербии. Учителю за неимением чернил, бумаги и букваря приходилось толочь порох, замешивать его водой и этим раствором писать буквы на обрывках патронной бумаги. Впоследствии удалось достать и букварь, который мальчик разучивал, ходя по лугам со своим стадом. Ко всякому встречному, кроме турка и грека, обращался он с просьбой проверить его чтение. В монастыре Троноша, куда его отдал отец для обучения, его заставляли пасти коз, и отец решил, что уж ему пасти коз, так лучше своих, чем монастырских. Продолжая учиться дома, Вук к 17 годам считался самым ученым человеком в своей местности.
В 19 лет он поступил в гимназию в городе Сремски-Карловцы, но учился там недолго; несколько месяцев обучался латыни и немецкому языку в Петринье; уехал в Белград, надеясь заниматься у Обрадовича, но вынужден был служить писцом у Якова Ненадовича в сербском Ядаре. И, наконец, в 1808 году стал одним из первых учеников Белградской высшей школы. Вскоре он заболел и отправился на лечение в Нови-Сад и Пешт, но не вылечился и остался хромым. 
Вернувшись в Сербию в 1810 году, некоторое время работал в Белграде учителем начальной школы. В 1813 году перебрался в Вену, где встретился со словенским лингвистом В. Копитаром.
В начале Первого сербского восстания 1804–1813 годов был писарем у одного из его лидеров Якова Ненадовича. Будучи инвалидом, участия в военных действиях не принимал. В 1807–1813 гг. служил писарем Правительствующего совета сербского, занимал в Сербии различные административные должности. После поражения восстания поселился в Вене, где прожил бо́льшую часть жизни.

### Жизнь в Австрии
По побуждению и при помощи В. Копитара составил и издал сборник сербских народных песен и краткую грамматику сербского языка (1814). Осуществил реформу сербского литературного языка, манифестом и реализацией которой стал изданный им словарь («Српски рjечник, истолкован њемачким и латинским риjечма», 1818) с приложением более совершенной (по сравнению с изданной в 1814) грамматики. Преобразовал русскую гражданскую азбуку, приведя её в соответствие со звуковым составом сербского языка: ввёл в алфавит букву j и некоторые новообразованные графемы. В орфографии последовательно провёл фонетический принцип. Словарь включал, как правило, слова, реально существовавшие в народной речи. Наследие русско-церковнославянского и славяно-сербского языков было отброшено. Реформаторская деятельность Караджича во многом определила своеобразие современного сербского литературного языка.
В 1814 и 1815 годах Вук Караджич издал два тома сербских народных песен (впоследствии число их выросло до девяти). В 1814 году он издал также первую сербскую грамматику; в 1818 году, в Вене — Сербский словарь («Српски рјечник»). 
С февраля по май 1819 года Караджич находился в России, куда был приглашён Библейским обществом; И. Н. Лобойко писал: 

Князь Голицын, министр просвещения, назначил ему 5000 руб. за перевод Нового Завета. Граф Румянцев с своей стороны назначил ему сумму для путешествия по всем славенским землям для собрания географических, этнографических, лингвистических известий, также памятников древностей и книг. О сем последнем обстоятельстве говорить вслух не должно. Турки подозрительный и губительный для ученых народ, и он, путешествуя incognito, все же рискует жизнию— Лобойко И. Н. Мои воспоминания. Мои записки. — М.: Новое литературное обозрение, 2013. — 328 с. — ISBN 978-5-4448-0067-6.
 Караджич поддерживал прочные связи с русскими филологами, которые оказывали ему моральную и материальную поддержку. Во время поездки в Россию (1819) встречался с Н. П. Румянцевым, Н. М. Карамзиным, В. А. Жуковским, М. Т. Каченовским, И. И. Дмитриевым, А. С. Шишковым. С 1826 г. получал ежегодную пенсию от российского правительства, был удостоен ряда российских орденов и других наград. Самые близкие отношения у Караджича сложились с этнографом, лингвистом, журналистом Н. И. Надеждиным. 
Караджич много путешествовал по южнославянским землям (по Сербии, Боснии и Герцеговине, Черногории, Далмации), собирая материал для своих трудов. Издал несколько томов сербских народных песен («Српске народне пjесме», 1823–1833), которые использовал А. С. Пушкин при создании «Песен западных славян»; сборники сказок, пословиц и поговорок. В словаре, в различных календарях и альманахах помещал статьи по сербской этнографии. Написал также ряд сочинений о недавней истории Сербии, в том числе написал историю Первого сербского восстания, биографию Милоша Обреновича, методы правления которого он критиковал («Жизнь и подвиги князя Милоша Обреновича», 1825), и др. Исторические публикации Караджича послужили важным источником для труда Л. фон Ранке «Сербская революция». Перевёл на народный сербский язык и опубликовал Новый Завет (1847). Сочинения и издания Караджича стали образцом литературно-языкового выражения для его молодых современников – представителей романтического, а затем и реалистического периодов развития сербской литературы.
Караджич участвовал в совещании деятелей культуры Сербии и Хорватии (Вена, 1850), на котором были приняты рекомендации по унификации литературного языка в Сербии и Хорватии (Венское литературное соглашение). Ему было поручено сформулировать правила произношения и написания рефлексов гласного «ять» в связи с допущением двойственной произносительной нормы.
В 1861 году Вуку Караджичу было присвоено звание почётного гражданина города Загреба.
В 1897 году прах Караджича был перенесён из Вены в Белград и захоронен при кафедральном соборе.

## Реформа сербского языка и письменности
В начале XIX века среди сербов, живших в Габсбурсгской монархии литературным языком был славяносербский, на котором писала и говорила в то время сербская элита. Этот язык Вук Караджич стремился заменить народным языком. Его противником был Милован Видакович, писавший прозу на славяносербском языке. В конфликте между Караджичем и Видаковичем судьей по просьбе Видаковича стал «патриарх и отец славистики» чешский лингвист Йосеф Добровский, который сказал: «Мне не нравится, что сербы опустятся до крестьянского языка. Должен быть и более отменный язык для более высоких тем. Нужно было бы, следуя по среднему пути, создать stilus medius (средний слог), который бы приближался к старославянскому и, частично, к разговорному языку». Усилия Караджича во многом определили своеобразие современного сербского литературного языка.
Письменность Караджича («вуковица») — это кириллическое письмо, которое Караджич несколько изменил, с тем чтобы каждому звуку соответствовала буква. Письмо Караджича получило признание и широкое распространение начиная с 60-х годов XIX века, став основным в Сербии, использовали его австрийские сербы Воеводины, жители Боснии и Герцеговины, а также черногорцы. 
Из старославянской азбуки Караджич взял следующие 24 буквы:
| А а | Б б | В в | Г г | Д д | Е е | Ж ж | З з |
| И и | К к | Л л | М м | Н н | О о | П п | Р р |
| С с | Т т | У у | Ф ф | Х х | Ц ц | Ч ч | Ш ш |

При этом он добавил шесть новых букв:
| Ј ј | Љ љ | Њ њ | Ћ ћ | Ђ ђ | Џ џ |

и убрал девятнадцать старых:
| Ѥ ѥ (је) | Ѣ, ѣ (јат) | І ї (и)   | Ы ы (и) | Ѵ ѵ (и)  | Ѹ ѹ (у)  | Ѡ ѡ (о)  | Ѧ ѧ (ен) | Я я (ја)                  |                         |
| Ю ю (ју) | Ѿ ѿ (от)   | Ѭ ѭ (јус) | Ѳ ѳ (т) | Ѕ ѕ (дз) | Щ щ (шћ) | Ѯ ѯ (кс) | Ѱ ѱ (пс) | Ъ ъ (твёрдая полугласная) | Ь ь(мягкая полугласная) |

Вследствие всех этих изменений сербская кириллица сближалась внешним видом с латиницей. 
Противники Караджича, сначала добились того, что его реформа в языке и правописании признана была чуть ли не еретической. Перевод Нового завета на простонародный язык, притом с такой латинизированной графикой, казался профанацией и осквернением; в нем видели стремление сблизить православную церковь с католической, внушить сербскому православному народу католический образ мыслей. Дмитрий Давидович, бывший государственным секретарем князя Сербии Милоша Обреновича, убедил князя наложить запрещение на ввоз в княжество Сербия книг, печатанных «вуковицей», но это запрещение исполнялось не очень строго, и книги Караджича находили себе и сбыт, и читателей в княжестве. В итоге в 1860 году сербское народное собрание постановило разрешить правописание Караджича, кроме книг, издаваемых для народных училищ, а в 1868 году и языку, и правописанию Караджича в Сербии была дана полная свобода.

## Семья
Был женат на австрийке Ана Мария Краус. У них родилось тринадцати детей, но дишь двое (Мина Караджич-Вукоманович и её брат Дмитрий) пережили детство и раннюю юность. 